# Анджело Полициано
Анджело Полициано (на италиански: Angelo Poliziano, истинско име Анджело Амброджини, Angelo Ambrogini) е италиански поет, писател и драматург от времето на Ренесанса. Възпитател на децата на Лоренцо Медичи, приятел и ученик на Марсилио Фичино, принадлежи към Флорентинската Платонова академия. Професор по старогръцка и латинска литература във Флорентинския университет. Неговите стихове вдъхновяват творчеството на Ботичели. Най-известните му творби са „Станси на турнир“ („Stanze per la giostra“), посветена на Симонета Веспучи и Джулиано Медичи, и „Орфей“ („Orfeo“), пиеса за Орфей и Евридика.